# Simple Plan (Album)
Simple Plan ist das dritte Studioalbum der kanadischen Pop-Rock-Band Simple Plan und erschien am 12. Februar 2008.

## Entstehung
Nach der Tour Still Not Getting Any… nahm sich die Band ab März 2006 Zeit, um gemeinsam mit Arnold Lanni, dem Produzenten ihres ersten Albums, neue Songs zu schreiben. Am 1. Juli 2007 ging sie ins Studio und begann mit den Aufnahmen in Los Angeles und Montreal. Ab September 2007 mischte Chris Lord-Alge das Album in Los Angeles. Am 21. Oktober 2007 kündigte die Band das Album für den 29. Januar 2008 an. Da einige Textstellen in dem Song Generation geändert werden mussten, verzögerte sich die Veröffentlichung jedoch.
Anfang Dezember 2007 wurde das Album-Cover vorgestellt. Da einige Fans auf MySpace Einwände erhoben, präsentierte die Band am 12. Dezember ein zweites Cover und forderte die Fans auf, ihre Meinung über beide Cover per E-Mail mitzuteilen. Das schließlich abgelehnte Cover wurde im April 2008 für eine limitierte Edition in Australien verwendet.
Der Song Your Love Is a Lie tauchte zum ersten Mal 18. Dezember 2007 bei YouTube auf. Außer Holding On wurden alle Songs des Albums bei einem Auftritt in Montreal am 11. Januar 2008 vorgestellt.
Das Album wurde auch für die Juno Awards 2008 in der Kategorie „Bestes Album“ nominiert, verlor aber gegen Nickelbacks Dark Horse.

## Singleauskopplungen
- Die erste Single von dem Album war When I’m Gone, und erschien am 29. Oktober 2007 über iTunes und über lala.com. Die Weltpremiere des Songs erfolgte während eines Webcasts mit den Bandmitgliedern, in dem die Band Fan-Fragen beantwortete. Am 24. Oktober stellte Simple Plan ein 25 Sekunden Preview von When I’m Gone auf ihre Website. Es kam auf Platz 11 in den Canadian Hot 100 und Platz 26 in den britischen Singlecharts.
- Die zweite Single Your Love Is a Lie erschien im Februar 2008 und erreichte Platz 16 in den Canadian Hot 100.
- Die dritte Single Save You wurde am 14. August 2008 veröffentlicht. Pierre Bouvier sagte in Interviews, dass dieser Song an seinen Bruder gerichtet war, der an Krebs erkrankt war. Um Aufmerksamkeit auf das Thema Krebs zu fördern, zeigt das Musikvideo viele bekannte Krebsüberlebende auf. Der Song landete auf Platz 18 in den Canadian Hot 100.

## Titelliste
Alle Texte sind von Pierre Bouvier und Chuck Comeau geschrieben worden; die Musik komponierte Simple Plan.
1. When I’m Gone – 3:49
2. Take My Hand – 3:51
3. The End – 3:22
4. Your Love Is a Lie – 3:42
5. Save You – 3:45
6. Generation – 3:02
7. Time to Say Goodbye – 2:56
8. I Can Wait Forever – 4:54
9. Holding On – 5:03
10. No Love – 3:15
11. What If – 5:54

Limitierte und japanische Auflage Bonus-Songs
1. Running Out of Time – 3:16
2. When I’m Gone (Acoustic Version) – 3:28

Limitierte Auflage Bonus-DVD
1. Simple Plan: The Making of
2. “When I’m Gone”: Beyond the Video – 3:36
3. “When I’m Gone” Music Video
4. Simple Plan: Beyond the Photo Shoot
5. Simple Plan: Live in NYC – 15:49

- Songlisten auf Werbeseiten weisen „deutliche“ und „berichtigte“ Versionen auf, in denen Bouvier das Wort „Fuck“ in dem Song Your Love Is a Lie benutzt.

## Kommerzieller Erfolg

### Chartplatzierungen
| ChartsChartplatzierungen       | Höchstplatzierung | Wochen |
| ------------------------------ | ----------------- | ------ |
| Deutschland (GfK)              | 10 (21 Wo.)       | 21     |
| Kanada (MC)                    | 2 (8 Wo.)         | 8      |
| Österreich (Ö3)                | 9 (10 Wo.)        | 10     |
| Schweiz (IFPI)                 | 7 (16 Wo.)        | 16     |
| Vereinigte Staaten (Billboard) | 14 (8 Wo.)        | 8      |
| Vereinigtes Königreich (OCC)   | 31 (3 Wo.)        | 3      |

### Auszeichnungen für Musikverkäufe
| Land/Region       | Auszeichnungen für Musikverkäufe (Land/Region, Auszeichnung, Verkäufe) | Verkäufe |
| ----------------- | ---------------------------------------------------------------------- | -------- |
| Brasilien (PMB)   | Platin                                                                 | 100.000  |
| Kanada (MC)       | Platin                                                                 | 100.000  |
| Mexiko (AMPROFON) | Gold                                                                   | 40.000   |
| Insgesamt         | 1× Gold · 2× Platin ·                                                  | 240.000  |